# القضايا البيئية في بوتان

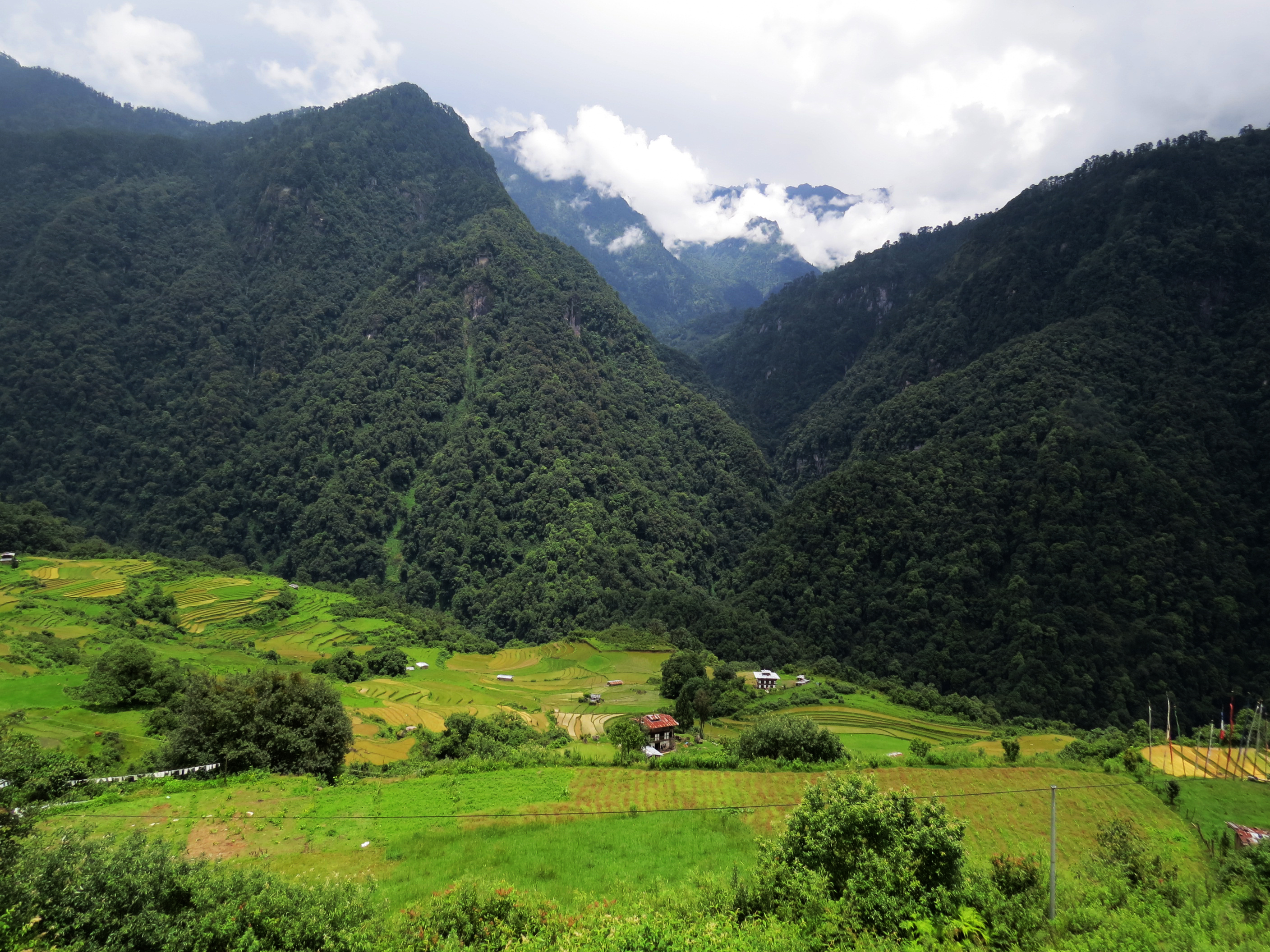
جبال كثيفة الغابات في منتزه جيغمي دورجي الوطني، بوتان.

توجد عدة قضايا بيئية في بوتان. ويعد جمع الحطب التقليدي، وحماية المحاصيل والقطيع، والتخلص من النفايات من أكثر القضايا  إلحاحًا في بوتان، فضلًا عن المخاوف الحديثة مثل التلوث الصناعي، والحفاظ على الحياة البرية، وتغير المناخ الذي يهدد السكان والتنوع الحيوي في بوتان. أصبح استخدام الأراضي والمياه من الأمور المثيرة للقلق البيئي في كل من المناطق الريفية والحضرية. وبالإضافة إلى هذه القضايا العامة، تنتشر قضايا أخرى مثل توافر مدافن النفايات والتلوث الجوي والضوضائي بشكل خاص في المناطق الحضرية والصناعية نسبيًا في بوتان. وفي معظم الحالات، يجد الأقل تمكنًا ماليًا وسياسيًا أنفسهم الأكثر تضررًا من القضايا البيئية.
شهدت بوتان خلال عام 2011 أنشطة اقتصادية متسارعة ضغطت على الموارد الطبيعية مثل الأرض والهواء والماء. زادت أنشطة التنمية التوسع الحضري، والتصنيع، والتعدين، واستغلال المحاجر، والزراعة ومشاريع إدارة النفايات الصلبة. يعد تدهور الأراضي والتنوع الحيوي، وفقدان الموائل، والاستهلاك المرتفع للحطب، والنزاعات بين الإنسان والحياة البرية من بعض التحديات البيئية التي تواجه بوتان. ورغم هذه المشاكل، ما تزال بوتان محايدة للكربون عمومًا، ومصرفًا صافيًا لغازات الدفيئة.
كلفت اللجنة الوطنية المستقلة للبيئة (إن إي سي) وصندوق بوتان الائتماني، بالإضافة إلى وزارات الصحة (للنفايات الكيميائية والمشعة) والشؤون الاقتصادية والزراعة والغابات (إدارة خدمات الغابات) التنفيذية في حكومة بوتان بمهمة معالجة القضايا البيئية. تقع مسؤولية قضايا التخلص من النفايات غالبًا على عاتق الحكومات المحلية والمقاطعات (زونغاغ) والثرومديات في بوتان. وتعد الوكالات غير الحكومية النشطة في معالجة القضايا البيئية في بوتان هي الجمعية الملكية لحماية الطبيعة (آر إس بي إن)، وهي المنظمة البيئية غير الحكومية المحلية الوحيدة، والصندوق العالمي للحياة البرية (دبليو دبليو إف).

## تلوث الهواء
تجلى تلوث الهواء الكبير، الذي يعزى إلى حد كبير إلى مصادر خارجية في الهند، منذ عام 2006 في سديم بني في الغلاف الجوي فوق بوتان. أدى تلوث الهواء هذا إلى انخفاض إنتاج المحاصيل وزيادة المخاوف بشأن الصحة العامة. اعتبرت مصانع الأسمنت الأربعة في بوتان باعتبارها من أكثر الأسباب شيوعًا لتلوث الهواء المحلي، إذ تعمل ثلاثة من أصل أربعة دون ضوابط حديثة للانبعاثات. تتحقق زيارات موقع إن إي سي نصف السنوية من الامتثال للتنظيم القائم وقد تفرض غرامات بسيطة نسبيًا، ولكن ظلت الظروف المعيشية سيئة بسبب الغبار. ذكرت وسائل الإعلام البوتانية أنه يوجد تراخي في تطبيق القانون على، ولم تعالج الشكاوى التي قدمها بعض السكان حول مركز باساكا الصناعي.
خلال عام 2011، كان يوجد في العديد من الثرومديات والقرى الصغيرة في بوتان حفر أو مناطق لحرق النفايات بسبب عدم وجود مدافن قمامة أو مواقع للتخلص منها. تزيد هذه الممارسة من تلوث الهواء المحيط وكذلك سمية الهواء والأرض.
بدأت اللجنة الوطنية للانتخابات في عام 2011 في إنشاء محطات لمراقبة جودة الهواء في تيمفو، وكانغلونغ، وباساكا ورينشيندينغ.

## التنوع الحيوي
يهدد النشاط البشري وتغير المناخ التنوع الحيوي الذي يميز بوتان. ولمعالجة هذه المشاكل، بدأت الحكومة الملكية في تخصيص مناطق محمية في الستينيات. ومنذ عام 1992، أصبحت المناطق المحمية في بوتان تحت إدارة صندوق بوتان الائتماني لحفظ البيئة التابع لوزارة الزراعة، قسم خدمات الغابات. في عام 1993، نقح الصندوق نظام المنتزهات الواسعة وخفضها لتحسين التمثيل والإدارة البيئيين. خلال عام 2008، توسعت المناطق المحمية بشكل كبير مع إنشاء متنزه وانغتشوك المئوي، الممتد على مساحة 4,914 كيلومترًا مربعًا (1,897 ميل مربع) في شمال بوتان. تتصل المتنزهات والملاجئ كلها ببعضها إما بشكل مباشر أو عن طريق «ممرات بيولوجية». ومنذ عام 2011، عين الصندوق 189 موظفًا ميدانيًا، ودرب 24 متخصصًا في الدراسات العليا، وقدم أكثر من 300 دورة علمية قصيرة. يدير الصندوق وحده مساحة محمية إجمالية تبلغ 16,396.43 كيلومترًا مربعًا (6,330.70 ميل مربع)- بحجم سوازيلاند تقريبًا أو أكثر من 42% من إجمالي مساحة بوتان البالغ 38,394 كيلومترًا مربعًا (14,824 ميل مربع). تعد هذه المناطق المحمية مأهولة أو تقع داخل مناطق مأهولة بالسكان، باستثناء محمية فيبسو للحياة البرية وملجأ منطقة تورسا ستركت الطبيعي. بحلول عام 2011، هددت التنمية البشرية والأنشطة غير القانونية مثل تدمير الموائل والصيد غير القانوني بالقضاء على الأنواع المهددة بالانقراض، بما فيها مالك الحزين الأبيض، أحد أندر الطيور في البلاد.
يعتبر الصيد غير القانوني في بوتان قضية بيئية منتشرة داخل المملكة وعلى حدودها. تصطاد العديد من الأنواع بسبب خصائصها الطبية المزعومة. ورغم الحماية داخل بوتان، تعد منتجات الحياة البرية بما فيها قرن وحيد القرن، وعظام الببر، والمسك والنبوتية الصينية ذات أسعارًا مرتفعة خارج المملكة. توجد أسواق خاصة لبعض الأنواع المحمية مثل النبوتية الصينية داخل بوتان، رغم اعتبار الثغرات الحدودية مسؤولة عن الاتجار في الحيوانات البرية غير المشروعة.

## تغير المناخ
واجهت بوتان تغيرًا مناخيًا مستمرًا وفوريًا منذ أواخر القرن العشرين. أدى تغير المناخ الملموس إلى الاحترار وانحسار العديد من الأنهار الجليدية في بوتان، ما زاد من تواتر وشدة فيضانات البحيرات الجليدية المتفجرة (جي إل أو إف). شهدت بوتان أيضًا تحولًا في أنماط الزراعة بسبب تغير المناخ، ما أثار القلق بشأن استقرار الزراعة في بوتان.

### تراجع الأنهار الجليدية وانفجار البحيرات الجليدية
قد تتعرض مناطق المصب لتهديد فيضانات البحيرات الجليدية المتفجرة، عندما تسد حركة الأنهار الجليدية تدفقات الأنهار مؤقتًا. رغم أن فيضانات البحيرات الجليدية المتفجرة ليست ظاهرة جديدة في بوتان، فقد ارتفع تواترها في العقود الثلاثة الماضية. حدثت فيضانات بحيرات جليدية متفجرة كبيرة في 1957، و1960، و1968 و1994، أدت إلى تدمير الأرواح والممتلكات على طول مجرى النهر. وفقًا لوزارة الطاقة في بوتان، تعد غالبية الأنهار في بوتان معرضة للتقلبات الناتجة عن أنماط هطول الأمطار المتغيرة أكثر من تعرضها للفيضانات التي تُعزى مباشرةً إلى الأنهار الجليدية أو ذوبان الجليد.
نظرًا لأن حالة الأنهار الجليدية في بوتان تنطوي على قضايا تتعلق بتغير المناخ، يعد الموضوع مثيرًا للجدل نوعًا ما. اقترح تقرير صادر عن الأمم المتحدة لعام 2008 أن ارتفاع درجات الحرارة يؤدي إلى تراجع الأنهار الجليدية في بوتان بمعدل 30-40 مترًا في السنة، ما يجعل العديد من البحيرات تفجر ضفافها وترسل ملايين الغالونات من مياه الفيضانات إلى مجرى النهر. دفع هذا، من بين العديد من المسائل الأخرى المتصلة بالمناخ والمحددة في التقرير، الرابطة الإقليمية لوزراء الحكومة إلى إنشاء الصندوق الإقليمي للطوارئ الصحية في جنوب شرق آسيا في تيمفو في سبتمبر 2007. وبالمثل، تبنت الدول الأعضاء في رابطة جنوب آسيا للتعاون الإقليمي اتفاقيات ثنائية تتضمن تدابير بشأن تغير المناخ والأنهار الجليدية في القمة التي عقدتها في إبريل 2010. 
أشار تقرير الأمم المتحدة لعام 2008 أيضًا إلى أن الأنهار الجليدية في الهيمالايا ستذوب في غضون 25 عامًا، لكن أعرب رئيس الوزراء جيغمي ثينلي عن وجهة نظر أكثر قتامة في مؤتمر صحفي في أواخر مارس 2010، قائلًا: «إن أنهارنا الجليدية تتراجع بسرعة كبيرة، ولدينا ما يدعو للقلق من أنها قد تختفي في الواقع ليس في عام 2035، بل قبل ذلك حتى.» أشارت دراسات أخرى في عام 2009 إلى أن معدل الذوبان الجليدي في بوتان كان ثلاثة أضعاف المتوسط العالمي، وأن درجات الحرارة الإقليمية قد ارتفعت خلال العقود الثلاثة السابقة بمقدار 2.7 درجة مئوية (36.9 درجة فهرنهايت). وأكدت صور الأقمار الصناعية حدوث تغيرات في الأنهار الجليدية والقمم الثلجية، مشيرةً إلى زيادة الجريان السطحي وانخفاض التغطية. ولكن، اختلفت الآراء حول تأثير ظاهرة الاحتباس الحراري في جبال الهيمالايا. وفقًا لتقرير المسح الجيولوجي الأمريكي، انخفض 66 نهرًا جليديًا في بوتان بنسبة 8.1% في الثلاثين عامًا الماضية. ومن ناحية أخرى، أشارت دراسة نُشرت نتائجها في عام 2011 إلى أن ذوبان الأنهار الجليدية يعتمد على عدة عوامل بما فيها غطاء الحطام، وأن أكثر من نصف الأنهار الجليدية في جبال الهيمالايا كانت مستقرة أو تنمو في الواقع. يميز غطاء الحطام، مثل الصخور والطين، الأنهار الجليدية المستقرة نسبيًا في جبال الهيمالايا عن الأنهار الجليدية النقية لهضبة التبت، التي تشهد حاليًا تراجعًا سريعًا. استندت هذه الدراسة، التي أجرتها جامعتا كاليفورنيا وبوتسدام ونشرت في دورية نيتشر جيوساينس،  إلى حالة 286 نهرًا جليديًا على طول جبال الهيمالايا وهندو كوش من بوتان حتى الحدود الأفغانية الباكستانية. أشارت دراسة استقصائية تمهيدية أخرى أجراها فريق من العلماء اليابانيين والبوتانيين، شمل عالم أحياء دقيقة جليدية وعالم بيئة جليدية وعالم بيئة، إلى أن وجود كائنات مجهرية غريبة على أسطح الأنهار الجليدية يمكن أن تسرع من ذوبان الأنهار الجليدية وتؤدي في النهاية إلى انفجار جليدي.